# 朱育勤
朱育勤（1996年4月1日—）為臺灣女子籃球運動員，場上位置為得分後衛，目前效力於台元女籃。

## 經歷
- 基隆市立正濱國中
- 金甌女中
- 臺北市立大學[1]
- 臺北市立大學體育研究所

## 代表隊經歷
- 2014年亞洲U18青年女子籃球錦標賽
- 2016年威廉·瓊斯盃國際籃球邀請賽
- 2016年亞洲大學女子籃球錦標賽
- 2017年威廉·瓊斯盃國際籃球邀請賽
- 2017年夏季世界大學運動會
- 2018年威廉·瓊斯盃國際籃球邀請賽
- 2019年亞洲盃女子籃球賽

## 外部連結
- 朱育勤在fiba.basketball（英语）
- 朱育勤在archive.fiba.com（存檔）（英语）
- 朱育勤在Eurobasket.com（球員）（英语）
- 朱育勤在Eurobasket.com（球員）（英语）